# Дома гороскопа
Астрологические дома или дома гороскопа (иногда поля гороскопа) — в астрологии это сектора эклиптики, в общем случае неравные между собой, характеризующие в гороскопе различные сферы жизни и проявления человека или объекта, для которого составлен гороскоп. Существует множество систем домификации, то есть способов деления эклиптики на дома, что является одним из вопросов, вызывающих не затихающие дискуссии между представителями различных астрологических школ.

## Астрономические факторы, лежащие в основе домификации
Гороскоп представляет собой две системы деления эклиптики на участки, наложенные одна на другую, с нанесёнными проекциями на эклиптику положений планет и небесных тел на момент составления гороскопа.
Первая система представляет собой деление эклиптики на знаки зодиака (см. космограмма). В основе этого деления лежит видимое движение Солнца по небосводу за год, или годовое обращение Земли вокруг Солнца. Такое движение приводит к тому, что в разное время года вид небесной сферы для наблюдателя, производящего наблюдение из одной и той же точки на Земле, меняется, а значит, согласно мировоззрению астрологов, меняется и влияние небес на земные процессы.
Однако к изменению вида небесной сферы ведёт не только годичное обращение Земли вокруг Солнца, но и вращение Земли вокруг собственной оси. Это вращение оказывает на картину неба заметно большее влияние, поскольку звёздный рисунок над головой наблюдателя из-за этого полностью обновляется за сутки. Значит, в течение суток меняется и влияние небес на всё происходящее на Земле. Именно эти изменения на небесной сфере и призвана отражать в гороскопе система домов.
В подавляющем большинстве случаев в основе деления эклиптики на дома лежат четыре астрономические точки, именуемые в астрологии угловыми точками, в виду того, что долгое время гороскопы изображались в виде квадратов, а углы фигур домов в них соответствовали этим точкам эклиптики. Это точки асцендента (обозначается: ASC), десцендента (DSC), середина небес (MC) и основание небес (IC).
Все остальные куспиды домов или их вершины, то есть точки начала домов, рассчитываются каким-либо образом относительно угловых точек или одной из них.

## Системы домификации
Происхождение доктрины домов является одной из загадок истории астрологии, поскольку не обнаружено ни одного литературного, философского или логического источника этой доктрины. Достоверным можно лишь считать утверждение, что она появилась где-то в первом веке нашей эры, поскольку Птолемею, жившему, во втором веке нашей эры, она была уже известна. В то же время Манилиус и Веттиус владели зачаточной формой системы домификации. В их работах ещё не говорится о полноценных домах, а упоминаются двенадцать «мест» гороскопа.

### Равнодомные системы
Это самые простые системы домов, некоторые из которых древние, как, например, система равных домов от ASC, другие — моложе. Но для всех них справедливо одно: дома в этих системах равны между собой, и, поскольку традиционно домов в астрологии двенадцать, каждый имеет  протяжённость в 30°.

#### Система равных домов от ASC
За опорную точку берётся точка асцендента, которая считается куспидом первого дома, а куспиды оставшихся одиннадцати домов получаются путём прибавления к ним 30°. Так, если асцендент попадал в 29° Рака, то куспид второго дома находился в 29° Льва, куспид третьего дома — в 29° Девы и т. д. Особенностью этой системы является то, что угловые точки ASC и DSC, ввиду их противоположности, совпадают с куспидами домов (первого и седьмого дома соответственно), а угловые точки MC и IC в общем случае — нет.

#### Система равных домов от MC
Предложена в 1952 г. В этой системе MC берётся за куспид десятого дома, а все остальные вычисляются путём прибавления к координате MC 30°. Здесь MC и IC совпадают с куспидами десятого и четвёртого домов соответственно, в то время как ASC и DSC в общем случае ни с одним из куспидов совпасть не обязаны.

#### Система полнознаковых домов
Такая система используется в индийской астрологии. В этой системе сам знак зодиака, в который попал асцендент, берётся в качестве первого дома. Следующий знак становится вторым домом и т. д. В такой системе ни одна из угловых точек не обязана совпадать с куспидами домов в общем случае, так как в роли вершин домов выступают в данном случае границы знаков зодиака. Иногда в индийской астрологии применяются и другие вариации этой системы, например в качестве куспидов домов могут выступать середины знаков.
Такая же система используется и при построении так называемых гороскопов деления (дробных карт). Они рассчитываются на основе исходного гороскопа и касаются различных, специальных, областей жизни индивида (брак, братья и сестры, родители, карьера, дети, удача, духовное развитие и пр.). Дробные карты позволяют учесть изменения времени рождения в несколько секунд, что актуально для рождения близнецов.
Однако в Сурья-сиддханте предписана неравнодомная система.
Астрологические трактаты по индийской (ведической) астрологии являются компиляциями раннего Средневековья. Из них хорошо известны "Брихат-Парашара-Хора-Шастра" и "Бригу-сутры".

### Неравнодомные системы
Все предыдущие системы отличаются довольно формальным подходом в определении куспидов домов, поэтому со временем встал вопрос о более тонком и точном учёте вращения небесной сферы на Земные процессы. Это привело к тому, что по мере приближения к современности, способы вычисления вершин домов всё более усложнялись и требовали всё большего понимания сферической геометрии, математики и знания астрономии.
Подавляющее большинство неравнодомных систем относится в то же время к квадрантным системам домов, то есть системам, угловые точки в которых совпадают с куспидами первого, четвёртого, седьмого и десятого домов.

#### Система Порфирия
Древнейшая из числа квадрантных систем. Авторство приписывается философу-неоплатонику Порфирию, который около 300 года написал астрологический трактат «Введение к Тетрабиблосу». В то же время высказывалось предположение, что система изобретена Оригеном (ок. 185 — ок. 254 года), который учился у Аммония Саккаса, как и учитель Порфирия философ Плотин.
В этой системе ASC принимается за куспид первого дома, противоположная асценденту точка десцендента — за куспид седьмого дома. Точка MC принимается за куспид десятого дома, а противоположная ей точка IC — за куспид четвертого. В основе деления эклиптики на дома лежит деление на три равные части секторов суточной параллели ASC, заключённых между проекциями угловых точек на эту параллель, что приводит к образованию двенадцати домов.
В экваториальной зоне отрезок, соединяющий точку ASC с точкой DSC, пересекается с отрезком, соединяющим точки MC и IC под углом близким к прямому углу, поэтому в этих широтах система Порфирия (как впрочем, и подавляющее большинство других) мало отличается от равнодомных систем: все дома имеют протяжённость близкую к 30°. Однако по мере приближения к полюсам Земли ситуация сильно меняется из-за изменения наклона плоскости эклиптики к плоскости горизонта, и дома перестают быть равными между собой.

#### Система Алькабитиуса
Метод впервые использован в гороскопе 428 года, о котором упоминал Реторий Египетский, живший в VI—VII веках. Однако автором системы считается арабский учёный X века аль-Кабиси (латинизированное имя — Алькабитиус), признанный специалист по толкованию «Альмагеста». Он описал метод в книге «Введение в рассуждение о звёздах», латинский перевод её приписывают англичанину Роджеру из Херефорда (1178—1198 годы). Система Алькабитиуса набирала в Европе авторитет и в XV веке стала там доминирующей. Затем её популярность пошла на спад по мере распространения системы Региомонтана. К концу XVI века была забыта полностью.
Эту систему следует выделить среди прочих тем, что она стала своего рода предтечей такой систем как система домов Коха и представляет собой первую попытку отображения реального вращения небесной сферы в гороскопе. Это первая попытка деления эклиптики на дома не формальным геометрическим способом, а деления с учётом времени.
В этой системе сектора суточной параллели ASC, заключённые между проекциями на неё угловых точек, делятся на равные части и затем проецируются на эклиптику с помощью часовых кругов. Найденные таким образом точки на эклиптике — это точки, которые кульминируют одновременно с найденными точками суточной параллели.

#### Система Кампануса
Некоторые исследователи считают, что этой системой пользовался уже Марк Манилий, описав её в поэтической форме в «Астрономиконе» (10—15 годы). Знал этот метод и Аль-Бируни (973—1048 годы), называя её системой Гермеса. Тем не менее, в качестве автора фигурирует итальянец Джованни Кампано (1220—1296 годы). В то же время Кампано не создал таблиц, по которым можно было находить куспиды домов, поэтому его система не получила широкого распространения. Таблицы для неё стали публиковаться только после 1495 года, и всё равно были мало востребованы. Отдельные поклонники Кампануса вроде Оронция Финеуса (1494—1555 годы) не делали погоды. Однако в XX веке ряд британских астрологов вновь обратились к системе, среди них Чарльз Картер, Сирил Фаган, Рой Файрбрейс, Морис Вемисс (англ. Maurice Wemyss), Дональд Брэдли (англ. Donald A. Bradley), Карл Сталь (англ. Carl W. Stahl).
В этой системе линии, секущие эклиптику, проходят через точки севера и юга, лежащие на горизонте, и через равноотстоящие друг от друга точки, расположенные в плоскости первого вертикала.

#### Система Региомонтана
Изучая «Тетрабиблос», Иоганн Мюллер по прозвищу Региомонтан полагал, что там упоминается неравнодомная система домов. Изданные им в 1474 году астрономические таблицы (лат. Ephemerides astronomicae) были первыми, напечатанными в типографии. Поэтому его метод получил широкое распространение и вытеснил популярную на тот момент систему Алькабитиуса. Закат метода пришёлся на конец XVII века, когда астролог Джон Партридж (1644—1714 годы) переключился на систему Плацидуса.
В этой системе вновь в основу деления эклиптики на дома положено равномерное вращение небесной сферы, поэтому систему можно в некотором смысле считать исторической преемницей системы Алькабитуса. Здесь вершины домов — точки пересечения эклиптики с окружностями, проходящими через точки севера и юга и через равноотстоящие друг от друга точки, расположенные на небесном экваторе.

#### Система Моринуса
Усовершенствованная в XVII веке система Региомонтана, работающая на любых широтах. Эклиптика делится на дома линиями, проходящими через северный и южный полюса эклиптики и равноотстоящие друг от друга точки, расположенные на небесном экваторе (как у Региомонтана). Здесь для вычисления куспидов домов не требуется знание географической широты. Иногда эту систему называют Рациональной и Универсальной системой домов.

#### Система Плацидуса (Плацида)
Была предложена итальянцем Плачидо Тити (1603—1668), хотя настоящий автор неизвестен. Ряд историков считает автором системы арабского астронома Гебера (ок. 721 — ок. 815). В настоящее время является самой популярной системой в западной астрологии. Её распространению способствовало то обстоятельство, что в начале XIX веке таблицы для расчётов домов по этой системе были включены в ежегодный альманах Рафаэля.
В её основе деления эклиптики на дома лежит деление на три равные части секторов суточной параллели MC, заключённых между проекциями угловых точек на эту параллель. Проекция полученных точек на эклиптику осуществляется, как и у Региомонтана, с помощью окружностей, проходящих через точки севера и юга. При этом получается, что угловые точки гороскопа соответствуют вершинам первого, четвёртого, седьмого и десятого домов. Промежуточные же дома являются некоторым отображением суточного вращения Земли на эклиптику.

#### Система домов Коха
Представляет собой модификацию системы аль-Кабиси, зарекомендовала себя как самая точная из систем в предсказательной астрологии. Автором считается Вальтер Кох (1895—1970), хотя на самом деле систему изобрёл Хайнц Шпехт — он назвал её GOH или GOHS (нем. Geburtsortshäusersystem, Häusersystem des Geburtsorts — "система домов по месту рождения"). Система была модифицирована Фридрихом Цанцингером, а Кох её пропагандировал.
Предполагалось, что эта система более тесно связана с местом, для которого строится гороскоп: отсюда и происходит название системы. Её физический смысл легко пояснить. Угловые точки в этой системе являются вершинами первого, четвёртого, седьмого и десятого дома, а куспиды промежуточных домов — это положения градуса эклиптики, в котором на момент составления гороскопа расположена угловая точка, через одну и две трети времени, необходимого данному градусу, чтобы занять место следующей угловой точки.
Геометрическое описание этого построения будет следующим. Сначала, как и в системе домов Плацидуса, сектора суточной параллели, заключённые между проекциями угловых точек, делятся на равные сектора. Однако их проекция на эклиптику осуществляется за счет кругов восхождения. Таким образом, найденные точки эклиптики восходят одновременно с точками суточной параллели.

### Другие системы домов
Все перечисленные выше системы домов являются «классическими» системами. Они были хорошо известны в то или иное время и имеют 12 домов.
Тем не менее, существуют и другие системы домов.

#### Система Брахмагупты
Родина системы — Индия, где система носит имя Янма Лагна (Janma Lagna). Интересно, что эта система больше распространена в странах СНГ, нежели у себя на родине. Этому способствовал П. Глоба, поскольку данная система используется в Авестийской астрологии. По мнению самого П. Глобы, авторство данной системы так же не принадлежит Брахмагупте; автором является Джамаспа, визирь и ученик Заратустры.
Эта система домификации основана на специальном вычислении точек ASC и MC, отличных от истинных угловых точек. В системе полагается, что градусы эклиптики в течение дня восходят с одинаковой скоростью, в действительности это не так. Поэтому, зная время восхода (Твосх) и время захода (Тзах) центра солнечного диска, можно определить, например, MC как
MC = SUN + Трожд — (Твосх + Тзах)/2,
где SUN — положение Солнца в момент рождения на Зодиаке, а Трожд — время рождения.
Асцендент вычисляется исходя из тех же соображений, а остальные дома — путём деления на равные части секторов между псевдоугловыми точками. Формально эта система является квадратной, однако угловые точки этой системы не имеют астрономического смысла.

#### Система домов для диагностики острых заболеваний по Гиппократу
Данную систему можно привести в качестве примера равнодомной системы с восемью домами. Гороскоп по такому методу домификации строится следующим образом: за вершину первого дома принимается градус Луны на Зодиаке, остальные вершины вычисляются прибавлением к угловой мере этого куспида 45°.

#### Топоцентрическая система
Это пример ещё одной «экзотической» системы. Её «экзотика» заключена в том, что авторы системы предложили формулы расчёта её домов принять такими, какие они есть, не пытаясь осмыслить их физического или оккультного смысла. Они предложили полностью положиться на опыт, поскольку свою систему домов они получили, изучая соединения планет с куспидами, и добились некоторого успеха, применяя свою систему.

## Роль домов в гороскопе
Астрологи считают, что дома отвечают за события и индивидуальную ткань судьбы человека. У людей, родившихся в одно и то же время в разных концах земного шара, космограммы будут одинаковыми, а положение планет в домах совершенно разное. Влияние планет на дома проявляется в психологических особенностях поведения личности, которые и создают окраску события. Разница между положением в доме, управлением или влиянием через аспекты не существенна.
По мнению астрологов, если космограмма отражает психологические черты индивидуума и его потенциал (для человека), самые общие тенденции, то дома гороскопа позволяют локализовать эти влияния в сферах жизни носителя. Каждый дом управляет специфической сферой жизни, сферой бытия, и потому анализируя планеты, находящиеся в данном доме, планеты управляющие домом и связи всех этих планет с другими элементами гороскопа, астролог делает выводы о судьбе носителя, даёт ответ на хорарный вопрос, или делает вывод о том, насколько изучаемый момент времени благоприятен для чего-либо.
Так, например, увидев хорошо аспектированный Нептун в пятом доме гороскопа человека, доме, отвечающем, в частности, за вопросы, связанные с детьми, астролог может сделать вывод о заложенной в человеке способности к бескорыстный любви к детям. А при прочих, дополнительных указаниях в гороскопе, астролог может сделать вывод в такой ситуации, что человек будет воспитывать приёмных детей или детей супруги (супруга) от её предыдущих браков.
Другому человеку, родившемуся в тот же день, имеющему те же аспекты Нептуна в своём гороскопе, но сам Нептун, например, в восьмом доме, астролог предскажет материальное благополучие, поскольку роль планеты в судьбе данного человека определяется другим домом гороскопа, и планета влияет на другие сферы жизни.

### Значения домов
| №    | Названия                                                                                              | Группы                                                                                               | Подобие знаку Зодиака | Сферы ответственности | Сферы ответственности | Сферы ответственности                                                                                       |
| ---- | --- | --- | --------------------- | --- | --- | --- |
| №    | Названия                                                                                              | Группы                                                                                               | Подобие знаку Зодиака | Натальная астрология | Мунданная астрология | Хорарная астрология                                                                                         |
| I    | * Гороскоп (лат. Horoskopus) * Дом жизни (лат. Locus vitae) * Жизнь (лат. Vita) * Восход (лат. Ortus) | * Угловой (кардинальный) * Личность (тригон Огня) * Внутренний * Нижний * Восточный (восходящий)     | Овен                  | Врождённые способности, внешность, телосложение, характер, манеры. Начало жизни, детская среда.                                       | Общее состояние страны, национальные черты народа, здоровье общества.                                                                      | Все вопросы жизни и здоровья (опасность несчастных случаев и т. д.)                                         |
| II   | * Нижние ворота (лат. Porta inferna) * Дом имущества (лат. Locus pecuniae)                            | * Вступающий (средний) * Обладание (тригон Земли) * Внешний * Нижний * Восточный (восходящий)        | Телец                 | Материальные и духовные богатства, денежные дела, тайные мысли и желания.                                                             | Национальный доход, финансовая система, коммерция, процветание населения.                                                                  | Удача при разрешении юридических трудностей, движимое и личное имущество.                                   |
| III  | * Богиня (лат. Dea)                                                                                   | * Заходящий (конечный) * Отношения (тригон Воздуха) * Внешний * Нижний * Восточный (восходящий)      | Близнецы              | Близкие родственники, соседи, короткие поездки, документы.                                                                            | Пути сообщения, перевозки, почта, связь, СМИ, мигранты, соседние государства.                                                              | Рекомендации по участию в бизнесе, изменения в делах, подписание документов, путешествия, новости издалека. |
| IV   | * Небесная глубина (лат. Immum coeli) * Основание неба (лат. Fundus coeli) * Северный угол            | * Угловой (кардинальный) * Терминальный (тригон Воды) * Внутренний * Нижний * Западный (нисходящий)  | Рак                   | Условия окончания жизни, родители, наследование, домашнее хозяйство, земли. Скрытые сокровища, интимные отношения, личные накопления. | Сельское хозяйство, землевладение, шахты, строительство. В политике оппозиция.                                                             | Земля, дома, имения, подземные объекты. Отец клиента. Условия окончания жизни.                              |
| V    | * Благая судьба (лат. Bona fortuna, Fortuna bona) * Счастье                                           | * Вступающий (средний) * Личность (тригон Огня) * Внешний * Нижний * Западный (нисходящий)           | Лев                   | Образование, дети, удовольствия, узаконенные сексуальные отношения. Друзья, знакомые, надежды, проекты, желания.                      | Рождаемость, места развлечений, общественная мораль, государственные праздники, образование, законодательная власть, финансовые структуры. | Беременность, количество детей, азартные игры, развлечения.                                                 |
| VI   | * Злая судьба (лат. Fortuna mala) * Несчастье                                                         | * Заходящий (конечный) * Обладание (тригон Земли) * Внешний * Нижний * Западный (нисходящий)         | Дева                  | Болезни. Работа, отношения с подчинёнными и начальством.                                                                              | Здравоохранение, армия, полиция, гражданская служба, рабочий класс.                                                                        | Честность слуг и служащих. Родственники со стороны отца. Здоровье клиента и профессионализм врача.          |
| VII  | * Заход (лат. Occasus) * Катафора * Вечер (лат. Vesper) * Западный угол * Заходящий угол              | * Угловой (кардинальный) * Отношения (тригон Воздуха) * Внутренний * Верхний * Западный (нисходящий) | Весы                  | Удача в браке. | | |
| VIII | * Верхние ворота (лат. Porta superna)                                                                 | * Вступающий (средний) * Терминальный (тригон Воды) * Внешний * Верхний * Западный (нисходящий)      | Скорпион              | Причины смерти. Освобождение души. | | |
| IX   | * Бог (лат. Deus) * Соль (лат. Sol) * Дом дня (лат. Locus diei)                                       | * Заходящий (конечный) * Личность (тригон Огня) * Внешний * Верхний * Западный (нисходящий)          | Стрелец               | Дух и сознание, религия. | | |
| X    | * Середина неба (лат. Medium coeli) * Месоурания * Месуранема                                         | * Угловой (кардинальный) * Обладание (тригон Земли) * Внутренний * Верхний * Восточный (восходящий)  | Козерог               | Общественное признание, занимаемое положение, связи.                                                                                  | | |
| XI   | * Благой демон (лат. Genius bonus)                                                                    | * Вступающий (средний) * Отношения (тригон Воздуха) * Внешний * Верхний * Восточный (восходящий)     | Водолей               | Социальные и интеллектуальные отношения.                                                                                              | | |
| XII  | * Злой демон (лат. Genius malus) * Преисподняя * Нижний мир                                           | * Заходящий (конечный) * Терминальный (тригон Воды) * Внешний * Верхний * Восточный (восходящий)     | Рыбы                  | Печаль, превратности и тайные враги. Философская или вторая смерть.                                                                   | | |

## Прогнозирование по домам гороскопа

### Взаимодействия домов
Основной принцип предсказательной астрологии – это приоритет, то есть преимущество домов. Ведущую роль играют дома, а не природа планет и знаки зодиака, роль которых - вспомогательная. Именно дома, их взаимодействие друг с другом, создают индивидуальную ткань событий.
В древней астрологии, ведической астрологии, рассматривается положение планет относительно друг друга. Это создает так называемые «йоги» (с санскрита переводится как «соединения», «связи»), или комбинации, сочетания, звездные формулы.

### События в гороскопе
Прогнозирование событий по домам гороскопа происходит через аспектацию и управление планет, взаимосвязанных между домами гороскопа. Взаимодействие домов создает формулу события, а природа планет дает способ реализации данного события: жесткий или мягкий, влажный или сухой, грубый или нежный, холодный или горячий. Сами по себе планеты редко дают указания на то, какое событие должно произойти, это прерогатива взаимодействия домов гороскопа друг с другом, прерогатива формул событий.
В конечном счете, для реализации события становится неважно, КАК влияет светило (планета): находясь в доме, управляя домом, или создавая аспект к элементу дома.